# Polypodium masafuerae
Polypodium masafuerae là một loài dương xỉ trong họ Polypodiaceae. Loài này được Phil. mô tả khoa học đầu tiên.